# Entomogramma radiata
Entomogramma radiata är en fjärilsart som beskrevs av Arnold Pagenstecher 1900. Entomogramma radiata ingår i släktet Entomogramma och familjen nattflyn. Inga underarter finns listade i Catalogue of Life.